# Schlachtgeschwader 4
4-та штурмова ескадра (нім. Schlachtgeschwader 4 (SG 4) — ескадра штурмової авіації Люфтваффе за часів Другої світової війни. Основним завданням ескадри була безпосередня авіаційна підтримка військ на полі бою, боротьба з танками. Ескадра діяла на Італійському, Східному та Західному фронтах війни, забезпечуючи оборонні бої німецької армії.

## Історія
18 жовтня 1943 року в контексті реорганізації Люфтваффе була розгорнути 4-та ескадра безпосередньої підтримки військ (або 4-та штурмова ескадра), скорочено SG 4. Формування здійнювалося на основі штабу Sch.G. 2. У той час штаб і I. група ескадри знаходилися в П'яченці, на окупованій нацистами частині Італії. II. група сформована шляхом перейменування II./SKG 10, що дислокувалася на цей момент у Вітербо. III. група була перейменована з III./SKG 10, яка була дислокована в Граці. Ескадрилья була оснащена Focke-Wulf Fw 190 у варіантах штурмовиків F і G.
У жовтні 1943 штаб ескадри, I. і II. групи перебували в Італії, яка була окупована Вермахтом після капітуляції перед західними союзниками 3 вересня 1943. Після того, як 9 вересня 1943 року західні союзники висадилися в материковій Італії в Салернській затоці, вони повільно пробивали собі шлях на північ. На цьому етапі воєнних дій ескадра перебувала у складі підпорядковувалася 2-му авіаційному командуванню 2-го повітряного флоту Люфтваффе. Підрозділи ескадри мали на озброєнні в основному Focke-Wulf Fw 190 у варіанті штурмовика «G-3». Пілоти ескадри діяли у відповідності до доктрини бойового застосування штурмової авіації безпосередньо проти наземних військ противника. Крім того, використовуваний Fw 190G-3 мав покращену броню та посилене шасі порівняно з варіантом винищувача серії «A». Бомби вагою до 500 кг могли кріпитися на фюзеляжі, а ще чотири 50-кг бомби могли бути закріплені за допомогою підвісної стійки. На крилах можна було нести додаткові зовнішні навантаження. Ці зміни вплинули на льотно-технічні характеристики Fw 190G-3. Це означало втрату швидкості до 90 км/год, зниження швидкості набору висоти до 5 м/с і зниження експлуатаційної стелі приблизно на 2300 м. Крім того, маневреність з бомбовим навантаженням була значно обмежена, а стаціонарно встановлені носії під фюзеляжем і крилами означали, що втрата швидкості на 15–30 км/год була прийнятна навіть після скидання зовнішніх навантажень.
У січні 1944 року штаб разом з I. і II. групами були зосереджені на авіабазі Вітербо. Після того, як 22 січня 1944 року союзникам вдалося висадитися в тилу 10-ї армії та створити там плацдарм під час операції «Шінгл», льотчики з'єднання були в основному розгорнуті там. 14-й армії було визначено завдання ліквідувати плацдарм, але після невдалого наступу вона перейшла до позиційної оборони. Бої за плацдарм тривали до 25 травня, поки німецькі війська не були вибиті зі своїх позицій та не відкинуті на північ. 26 травня командир ескадри майор Георг Дерффель загинув, коли його Fw 190F-8 було збито в повітряному бою з американськими P-47 «Тандерболт» за 15 км на північний захід від Риму.
На початку червня 1944 року штаб ескадри та I. група перебували в Айрасці, а II група в Левалдігі.
III. авіагрупа ескадри у листопаді 1944 року перемістилася до окупованої нацистами Франції, а з лютого 1944 року — на авіабазу Кластр. На той момент вона ще не отримала жодної з обіцяних машин. Лише в березні/квітні прибуло повне обладнання, і тільки після цього III. авіагрупа отримала можливість підготуватися до бойових дій. Спочатку підрозділ оснащувався в основному Focke-Wulf Fw 190 у варіанті винищувача «A-6», оскільки штурмовиків серії «F» бракувало. Лише в липні III. група нарешті отримала штурмовики версії «F-8».
На початку вторгнення союзників до узбережжя північної Франції III. група підпорядковувалася Командуванню «Захід» 3-го повітряного флоту. Того ж дня вона перемістилася в Лаваль, який був ближче до району ведення бойових дій. Авіагрупа вела інтенсивні бої в Нормандії, прикриваючи сили 7-ї армії. Протягом одного місяця вона зазнала втрату 27 літаків. На початку липня її перемістили у Даугавпілс, на північну ділянку німецько-радянського фронту.
На початку липня штаб ескадри, I. і II.групи перемістилися з Італії, а III. група — з Франції до Даугавпілса в окупованій Німеччиною Латвії. На той момент на північній ділянці німецько-радянського фронту гостро відчувалися наслідки радянської операції «Багратіон», коли 22 червня 1944 року був прорваний фронт групи армій «Центр». Групі армій «Північ» також довелося відступити та втратити останній наземний зв'язок із групою армій «Центр», коли радянські війська наприкінці липня прорвалися до Балтійського моря. У цьому районі ескадра була розгорнута з 3-ю авіаційною дивізією 1-го повітряного флоту.
У той час ескадра в основному літала на Fw 190 у варіанті «F-8», який мав новий вигнутий купол, який давав пілоту більше свободи польоту та водночас покращував видимість землі, що було так важливо під час ведення наземних штурмових дій. Щоб компенсувати постійно зростаючу злітну масу, конструкція крила F-8 була додатково посилена в районі шасі.
З авіабази Якобштадт льотчики ескадри підключилися до наземних боїв у ході німецького наступу, щоб відновити контакт із ізольованою групою армій «Північ». Коли 14 вересня почалася радянська Прибалтійська операція з метою відкинути вермахт до кордонів Рейху, ескадра билася в гарячих точках. Ескадра залишалася в цьому районі до пізньої осені, а потім передислокувалася до Райнзелена, Бад-Ліппшпрінге і Гютерсло для відновлення боєздатності та переозброєння.
Після того, як ескадра була оновлена та поповнена, її кинули на підтримку операції «Вахт-ам-Рейн», так званого Арденнського наступу. Штаб ескадрильї та I. до III. групи діяли у складі 3-ї авіаційної дивізії командування Люфтваффе «Захід» з авіабази Кельн-Ван. 16 грудня, маючи у своєму складі загалом 130 Focke-Wulf Fw 190F-8, ескадра була розгорнута для підтримки 5-ї та 6-ї танкових армій. Оскільки початок наступу було заплановано на час поганої льотної погоди через перевагу винищувачів і винищувачів-бомбардувальників союзників, літаки ескадри здебільшого залишилася на землі.
1 січня 1945 року, коли провал наступу все далі ставав очевидним, ескадра брала участь в операції «Боденплатте». Разом з іншими ескадрами винищувачів і нічних винищувачів вона атакувала аеродроми союзників у глибині за лінією фронту. Близько 9:20 ранку всі ці літаки союзників мали бути зненацька атаковані та обстріляні з бортової зброї. Незважаючи на те, що несподіванка була досягнута, відносно небагато ворожих літаків було знищено на землі. Були лише помірні руйнування на бельгійському аеродромі Сінт-Трейден, який був призначений як ціль для ескадри. Під час зворотного рейсу американська зенітна гармата збила командира ескадри полковника Альфреда Друшеля на його Fw 190F-8 у Гюртгенському лісі поблизу Аахена, спричинивши його смерть.
SG 4 втратила в ході операції «Боденплатте», крім Друшеля, ще трьох пілотів. В районі Сінт-Трейдена були збиті літаки (FW-190 F-8 W.Nr.586450 і FW-190F-8 W.Nr.584233) фельдфебеля Ріхарда Гайнца з 7./SG4 і фельдфебеля Рудольфа Фійе з 9./SG4, обидва пілоти загинули. Там же був збитий «Фокке-Вульф» (FW-190F-8 W.Nr.933433) оберфельдфебеля Ганса Шмидера з 7./SG 4; встигнувши вистрибнути на парашуті, Шмидер потрапив в полон.
У січні 1945 року ескадра повернулася на Східний фронт на німецько-радянський фронт. 12 січня Червона армія розпочала Вісло-Одерську операцію, за якою 8 лютого послідувала Нижньо-Сілезька операція. У цій операційній зоні ескадрі були визначені авіабази Розенборн і Войсельсдорф. Штаб, II і III. групи входили до VIII авіаційного корпусу 6-го повітряного флоту, а I. група і 10-та ескадрилья належали 3-ій авіадивізії. Льотчики ескадри діяли на вузлових пунктах фронту групи армій «Центр». У березні 1945 року, після того, як фронт змістився далі на захід у результаті радянської Верхньосілезької операції, ескадра перемістилася на авіабазу Дрезден-Клоче. У квітні ескадра підтримувала сухопутні війська в битві при Бауцені. Останні вильоти відбулися під час радянської Празької операції в Чехії. З цією метою ескадра експлуатувала авіабази Просніц і Кеніґгрец.
8 травня 1945 року, після беззастережної капітуляції вермахту, ескадра була розформована.

## Командування

### Командири SG 4
- майор Генріх Брюккер (18 жовтня 1943 — 30 квітня 1944)
- майор Георг Дерффель (1 — 26 травня 1944†)
- майор Евальд Янссен (1 червня — 28 грудня 1944)
- оберст Альфред Друшель (28 грудня 1944 — 1 січня 1945†)
- майор Вернер Дернбрак (3 січня — 8 травня 1945)

### Командири I./SG 4
- майор Вернер Дернбрак (18 жовтня — 1 грудня 1943)
- майор Генріх Цвіпф (1 грудня 1943 — 28 квітня 1944)
- майор Вернер Дернбрак (28 квітня 1944 — 4 січня 1945)
- гауптман Фріц Шретер (4 січня — 8 травня 1945)

### Командири II./SG 4
- гауптман Герхард Вальтер (18 жовтня 1943 — 19 травня 1944)
- гауптман Фрідріх-Вільгельм Штракелайн (19 травня — 6 липня 1944)
- гауптман Вернер Дедекінд (7 липня — 10 листопада 1944)
- майор Ганс Штолленбергер (11 листопада — грудень 1944)
- майор Герхард Вайерт (грудень 1944 — 27 січня 1945)
- гауптман Йозеф Берлаге (28 січня — 8 травня 1945)

### Командири III./SG 4
- гауптман Вернер Дедекінд (18 жовтня 1943 — 9 січня 1944)
- майор Герхард Вайерт (10 січня — грудень 1944)
- майор Ганс Вебер (грудень 1944 — 8 травня 1945)

## Основні райони базування 4-ї штурмової ескадри

### Основні райони базуванняштабуSG 4
| жовтень 1943 — січень 1944 | П'яченца      | Fw 190F/G |
| січень — 1 травня 1944     | Вітербо       | Fw 190F/G |
| 1 травня — 4 червня 1944   | П'яченца      | Fw 190F/G |
| 4 червня — 1 липня 1944    | Айраска       | Fw 190F/G |
| 1 — 9 липня 1944           | Даугавпілс    | Fw 190F/G |
| 9 — 25 липня 1944          | Тильзит       | Fw 190F/G |
| 25 липня — серпень 1944    | Єкабпілс      | Fw 190F/G |
| серпень — 22 вересня 1944  | Венден        | Fw 190F/G |
| 22 — 25 вересня 1944       | Рига-Скулте   | Fw 190F/G |
| 25 — 29 вересня 1944       | Скіотава      | Fw 190F/G |
| 29 вересня — жовтень 1944  | Інстербург    | Fw 190F/G |
| жовтень — грудень 1944     | Гютерсло      | Fw 190F/G |
| грудень 1944 — січень 1945 | Кельн-Ван     | Fw 190F/G |
| січень — 10 лютого 1945    | Розенборн     | Fw 190F/G |
| 10 лютого — березень 1945  | Дрезден-Клоче | Fw 190F/G |
| березень — 8 травня 1945   | Кеніґгрец     | Fw 190F/G |

### Основні райони базування I./SG 4
| жовтень 1943 — січень 1944  | П'яченца        | Fw 190F/G |
| січень — 10 березня 1944    | Вітербо         | Fw 190F/G |
| 10 березня — 26 квітня 1944 | Рієті           | Fw 190F/G |
| 26 квітня — 1 травня 1944   | Діаволо         | Fw 190F/G |
| 1 травня — 4 червня 1944    | П'яченца        | Fw 190F/G |
| 4 червня — 1 липня 1944     | Айраска         | Fw 190F/G |
| 1 — 4 липня 1944            | Даугавпілс      | Fw 190F/G |
| 4 — 25 липня 1944           | Тильзит         | Fw 190F/G |
| 25 липня — серпень 1944     | Єкабпілс        | Fw 190F/G |
| серпень — 22 вересня 1944   | Венден          | Fw 190F/G |
| 22 — 25 вересня 1944        | Рига-Скулте     | Fw 190F/G |
| 25 — 29 вересня 1944        | Скіотава        | Fw 190F/G |
| 29 вересня — жовтень 1944   | Лобеллен        | Fw 190F/G |
| жовтень — 2 листопада 1944  | Інстербург      | Fw 190F/G |
| 2 листопада — листопад 1944 | Гердауен        | Fw 190F/G |
| листопад — грудень 1944     | Бад-Ліппшпрінге | Fw 190F/G |
| грудень 1944 — січень 1945  | Кельн-Ван       | Fw 190F/G |
| січень — березень 1945      | Костелець       | Fw 190F/G |
| березень — 8 травня 1945    | Просніц         | Fw 190F/G |

### Основні райони базування II./SG 4
| жовтень 1943 — 1 травня 1944 | Вітербо       | Fw 190F/G |
| 1 травня — 1 червня 1944     | П'яченца      | Fw 190F/G |
| 2 червня — 1 липня 1944      | Левалдігі     | Fw 190F/G |
| 1 — 25 липня 1944            | Тильзит       | Fw 190F/G |
| 25 липня — серпень 1944      | Єкабпілс      | Fw 190F/G |
| серпень — 22 вересня 1944    | Рига-Спілве   | Fw 190F/G |
| 23 вересня — 8 жовтня 1944   | Вайноде       | Fw 190F/G |
| 8 жовтня — 1 листопада 1944  | Гюттенфельде  | Fw 190F/G |
| 1 листопада — листопад 1944  | Гердауен      | Fw 190F/G |
| листопад — грудень 1944      | Гютерсло      | Fw 190F/G |
| грудень 1944 — січень 1945   | Кельн-Ван     | Fw 190F/G |
| січень — 10 лютого 1945      | Розенборн     | Fw 190F/G |
| 10 лютого — березень 1945    | Дрезден-Клоче | Fw 190F/G |
| березень — 8 травня 1945     | Кеніґгрец     | Fw 190F/G |

### Основні райони базування III./SG 4
| жовтень — листопад 1943    | Грац          | Fw 190F/G |
| листопад — грудень 1943    | Бомон-сюр-Уаз | Fw 190F/G |
| грудень 1943 — лютий 1944  | Лан/Аті       | Fw 190F/G |
| лютий — 6 червня 1944      | Кластр        | Fw 190F/G |
| 6 — 20 червня 1944         | Лаваль        | Fw 190F/G |
| 20 — 27 червня 1944        | Авор          | Fw 190F/G |
| 27 червня — 1 липня 1944   | Конш-ан-Уш    | Fw 190F/G |
| 1 — 31 липня 1944          | Єкабпілс      | Fw 190F/G |
| 31 липня — серпень 1944    | Венден        | Fw 190F/G |
| серпень — 22 вересня 1944  | Волмар??      | Fw 190F/G |
| 22 вересня — листопад 1944 | Тукумс        | Fw 190F/G |
| листопад — грудень 1944    | Удетфельд     | Fw 190F/G |
| грудень 1944 — січень 1945 | Кельн-Ван     | Fw 190F/G |
| січень — 10 лютого 1945    | Воссельдорф   | Fw 190F/G |
| 10 лютого — березень 1945  | Дрезден-Клоче | Fw 190F/G |
| березень — 8 травня 1945   | Костелець     | Fw 190F/G |